# Elena Møller Rigas
Elena Møller Rigas (ur. 29 stycznia 1996 w Albertslund) – duńska łyżwiarka szybka i rolkarka.
Mieszka w Kopenhadze, gdzie trenuje w klubie HLF72. Studiuje stosunki międzynarodowe (poprzednio nauki społeczne i behawioralne) na uniwersytecie w Roskilde. Studiowała również ekonomię i komunikację korporacyjną w Copenhagen Business School. Jej trenerem jest były duński sportowiec Jesper Carlson. Jak sama twierdzi, najbardziej motywująco na rozwój jej kariery wpłynął obecny trener i jej babcia. Jej idolem jest duński trener sportów młodzieżowych Borge Scharfe. Zna trzy języki: duński, angielski i grecki. Jej ojciec pochodzi z Grecji, a brat mieszka w Kalifornii. Kuzyn, jest trenerem narodowym, a matka, Karin Rigas, była przewodniczącą Duńskiego Związku Łyżwiarskiego. Obecnie jest w jego zarządzie.

## Kariera
Przygodę ze sportem Rigas zaczęła jako pięcioletnie dziecko od jazdy na rolkach. Była zaangażowana w rolkarstwo przez wiele lat, odkąd pamiętała, zawsze chciała zostać mistrzynią Europy w roli rolkarki. Udało jej się to w wieku juniorskim aż trzykrotnie. W 2015 r., na mistrzostwach Europy juniorów w austriackim Wörgl zdobyła trzy złote, jeden srebrny i jeden brązowy medal. Jak później twierdziła, było to jej najbardziej niezapomniane sportowe osiągnięcie. Obecnie wciąż reprezentuje Danię na arenie międzynarodowej jako rolkarka. W 2016 r. zajęła 7. miejsce w wyścigu punktowym na 10 000 m na Mistrzostwach Europy w holenderskim Heerde.
W międzyczasie jednak bardziej spodobał jej się pomysł lepszego ścigania się z czasem na lodzie. W 2010 roku podjęła się łyżwiarstwa szybkiego. Zaczęła jeździć na łyżwach, ponieważ robiła to większość jej przyjaciół i rodziny.
Po raz pierwszy na łyżwiarskiej arenie międzynarodowej Dunka pojawiła się podczas mistrzostw świata juniorów w norweskim Bjugn w 2014 roku, gdzie jej najlepszym wynikiem była 22. lokata w wieloboju. Pierwszy start w Pucharze Świata zaliczyła kilka miesięcy później, zajmując w nienieckim Berlinie, ostatnie, 25. miejsce w grupie B na dystansie 3000 m. Kolejny rok był dla niej przełomowy. Na mistrzostwach świata juniorów w Warszawie zdobyła 4. miejsce w starcie masowym. To jej najlepszy wynik w całej juniorskiej karierze. W 2017 roku uzyskała swój najlepszy jak dotąd wynik na seniorskiej imprezie mistrzowskiej. Na mistrzostwach świata na dystansach w koreańskim Gangneung wywalczyła 8. miejsce w starcie masowym. Kilka miesięcy później po raz pierwszy stanęła na podium zawodów Pucharu Świata. 8 grudnia 2017 roku, w kanadyjskim Calgary, zajęła 2. miejsce w swojej koronnej konkurencji - starcie masowym. Na zakończenie sezonu 2017/2018 została sklasyfikowana na 6. miejscu w klasyfikacji tej konkurencji.
Pod koniec 2016 r. została odbiorcą stypendium olimpijskiego Federacji Sportowej Danii, dla sportowców, którzy wykazali potencjał zakwalifikowania się do Zimowych Igrzysk Olimpijskich w 2018 roku. Następnie otrzymała dodatkowe wsparcie finansowe od Team Denmark i Danish Skate Union w czerwcu 2017 roku. Odkąd zaczęła trenować łyżwiarstwo szybkie jej głównym celem był wyjazd i start na igrzyskach. Jak się później okazało jej marzenie stało się rzeczywistością. Dodatkowo dostała zaszczytu bycia chorążym i niesienia duńskiej flagi na ceremonii otwarcia Zimowych Igrzysk Olimpijskich w Pjongczangu. Jej występ jednak był poniżej jej oczekiwań. W pierwszym półfinale startu masowego zajęła 9. miejsce w stawce 12 zawodniczek, przez co nie awansowała do finału. Do awansu zabrakło jej 0,01 sekundy. Jej obecnym celem jest medal na Zimowych Igrzyskach Olimpijskich w 2022 roku.